# 청산관기로
청산관기로(Cheongsangwangi-ro)는 충청북도 옥천군 청산면 청산삼거리와 보은군 마로면 관기 교차로 를 잇는 충청북도의 도로이다.

## 주요 경유지
충청북도
- 옥천군 청산면 - 보은군 마로면

## 노선
전 구간 지방도 제505호선에 속하므로 이에 대한 별도 표기는 생략한다.
| 이름        | 접속 노선                        | 소재지 | 소재지 | 비고 |
| ----------- | -------------------------------- | ------ | ------ | ---- |
| 청산삼거리  | 국도 제19호선 (남부로)           | 옥천군 | 청산면 |      |
| 대성교      |                                  | 옥천군 | 청산면 |      |
| 원정삼거리  | 원정소곡로                       | 보은군 | 마로면 |      |
| 오천교      |                                  | 보은군 | 마로면 |      |
| 기대교      |                                  | 보은군 | 마로면 |      |
| 기대삼거리  | 기대소여길                       | 보은군 | 마로면 |      |
| 사여교      |                                  | 보은군 | 마로면 |      |
| 관기 교차로 | 국도 제25호선 (보청대로) 관기3길 | 보은군 | 마로면 |      |